# Andurarum

Ama-gi en sumérien cunéiforme

L’andurāru(m) (terme akkadien ; parfois aussi mišarum, et en sumérien ama.ar.gi) est une mesure promulguée par le pouvoir royal dans la Mésopotamie antique, qui a en général le caractère d'un édit de rémission des dettes. Cette mesure est courante durant l'époque paléo-babylonienne (2004-1595 av. J.-C.), mais elle est attestée jusqu'à l'époque néo-assyrienne (911-612 av. J.-C.).
Traduit littéralement, le sumérien ama.ar.gi signifie « retour à la mère », ou plus précisément « retour à un état originel » : ainsi les membres de la famille du débiteur qui étaient remis en gage au prêteur et à sa famille, étaient rendus lors de l'annulation de la dette. 
Une institution comparable est le jubilé des Hébreux, décrit dans le Lévitique.
Plusieurs organisations libérales ont adopté ce glyphe cunéiforme, ou le mot Ama-gi, comme symbole car il constitue "la plus ancienne apparition écrite du mot 'liberté' ". Ce logo est notamment utilisé par le Journal de la Hayek Society de la London School of Economics, la boîte à idées Liberales (nl) en Belgique, ou l'éditeur américain Liberty Fund (en).